# 尼基福尔·卡利琴科
尼基福尔·季莫费耶维奇·卡利琴科（俄语：Никифор Тимофеевич Кальченко；1906年2月9日—1989年5月14日），苏联烏克蘭裔党和国家领导人，陆军中将军衔。曾任乌克兰苏维埃社会主义共和国国营农场部长、农业部长、部长会议主席、采购部长等职务。

## 生平
- 1906年1月27日（格里历：2月9日）出生于波尔塔瓦省康斯坦丁区科什马尼夫卡村的一个农民家庭。
- 1921年-1924年，波尔塔瓦园艺学院学习。
- 1924年-1925年，波尔塔瓦州马希夫卡镇苏维埃代表。
- 1925年-1928年8月，波尔塔瓦农业学院学习，获农艺师资格。
- 1928年8月-1930年1月，科诺托普集体农庄讲师。期间，1929年9月-1930年1月，科诺托普集体农庄农艺师。
- 1930年1月-1931年8月，波尔塔瓦州集体农庄协会理事。期间，1930年12月-1931年8月，波尔塔瓦州集体农庄协会副主席。
- 1931年8月-1933年8月，波尔塔瓦州Soyuznasinnievod公司经理。1932年加入联共（布）。
- 1933年8月-1935年3月，波尔塔瓦州拖拉机站高级农艺师。
- 1935年3月-1937年9月，哈尔科夫州科诺尼夫卡拖拉机站站长。
- 1937年9月-1938年5月，哈尔科夫州土地粮食局局长。
- 1938年5月-1940年1月，敖德萨州代理州长。
- 1940年1月-1941年8月，敖德萨州州长。
- 1941年8月-1943年6月，红军第56集团军军事委员。
- 1943年6月-8月，红军第16集团军军事委员。
- 1943年8月-10月，沃罗涅日方面军军事委员。
- 1943年10月-1945年6月，乌克兰第一方面军军事委员。
- 1945年6月-1946年5月，苏军中央集群军事委员。
- 1946年5月-1947年2月，乌克兰苏维埃社会主义共和国技术文化部长。
- 1947年2月-1950年4月，乌克兰苏维埃社会主义共和国国营农场部长。
- 1950年4月-1952年5月，乌克兰苏维埃社会主义共和国农业部长。
- 1952年5月-1954年1月，乌克兰苏维埃社会主义共和国部长会议第一副主席。期间，1953年4月-12月，乌克兰苏维埃社会主义共和国农业和采购部长。
- 1954年1月-1961年2月，乌克兰苏维埃社会主义共和国部长会议主席。
- 1961年3月-1962年3月，乌克兰苏维埃社会主义共和国部长会议副主席兼采购部长。
- 1962年3月-1976年2月，乌克兰苏维埃社会主义共和国部长会议第一副主席。期间，1962年3月-1965年3月，乌克兰苏维埃社会主义共和国农产品生产和采购部长。
- 1976年2月起退休，享受联邦养老金待遇。
- 1989年5月14日于基辅逝世，享年83岁。葬于拜科夫公墓。

卡利琴科是联共（布）18大，苏共19-25大代表，第19,23-24届中央候补委员，第20-21届中央委员；第1,3-6届苏联最高苏维埃联盟院代表，第7-8届苏联最高苏维埃民族院代表，第1-9届乌克兰苏维埃社会主义共和国最高苏维埃代表。

## 功绩
在负责农业工作期间，卡利琴科把工作重点放在提高农民的利益、增加农业机械供应、建立常备的农机操作员、加强集体农场和国有农场的领导干部和专家以及更新农业生产计划上。因此，在1953-58年，乌克兰的粮食总产量比前五年增加了近20%，甜菜总产量翻了一番，肉类年平均产量增加了2.1倍，牛奶产量增加了3倍。
他积极接受了赫鲁晓夫在1957年苏共中央2月全会上提出的关于取消部门部委并将该部门集中在州和加盟共和经济委员会中的想法。在乌克兰，卡利琴科成立了14个州经济委员会和乌克兰国民经济委员会。乌克兰苏维埃社会主义共和国政府在规划、建设、农业、工作、工资等某些问题上被赋予了更多的权力。高等技术教育机构现在也隶属于乌克兰经济委员会。加盟共和国的经济权利和其他权利已大大增加。
1956-1958年，乌克兰新增工业企业500多家，其中煤矿147座，铁矿山和采石场17座。1956年7月，舍别林卡-哈尔科夫输气管道投入运营。1955年10月，卡霍夫卡水电站的第一台机组投产。1956年9月，水电站最后一台机组下水。1957年11月，利沃夫电视机厂开始投产。
在政府工作的这些年里，卡利琴科解决了很多与科技发展有关问题。乌克兰农业科学院（1954年10月设立）、乌克兰苏维埃社会主义共和国科学院金属物理研究所、陶瓷金属和特殊合金研究所（1955年12月设立）、乌克兰农业研究所（1956年9月设立），伏罗希洛夫矿冶研究所（1957年10月设立），老年学和实验病理学研究所，铸造研究所（1958年11月）、乌克兰苏维埃社会主义共和国科学院地球物理研究所（1959年9月）、乌克兰苏维埃社会主义共和国科学院半导体研究所、乌克兰苏维埃社会主义共和国科学院低温物理技术研究所（1960年12月）等科研机构设立。在1960年代初期，共有462家科研机构在乌克兰成立。

## 军衔
- 少将（1943年9月21日）
- 中将（1944年4月20日）

## 荣誉
- 社会主义劳动英雄称号（1976）
- 八次列宁勋章（1939,1945,1948,1956,1958,1966,1973,1976）
- 十月革命勋章（1971）
- 红旗勋章（1945）
- 两次一级波格丹·赫梅利尼茨基勋章（1944.5,1944.7）
- 一级卫国战争勋章（1985）
- 劳动红旗勋章
- 劳动英勇奖章（1959）
- 纪念列宁诞辰一百周年奖章
- 保卫高加索奖章
- 攻克柏林奖章
- 解放布拉格奖章
- 1941-1945年伟大卫国战争战胜德国奖章
- 1941-1945年伟大卫国战争胜利二十周年奖章
- 1941-1945年伟大卫国战争胜利三十周年奖章
- 1941-1945年伟大卫国战争胜利四十周年奖章
- 苏联武装力量五十周年奖章
- 苏联武装力量六十周年奖章
- 苏联武装力量七十周年奖章
- 退休劳动者奖章
- 苏共建党五十周年奖章[2]